# Édouard Goursat
Édouard Jean-Baptiste Goursat (21 de mayo de 1858 - 25 de noviembre de 1936) fue un matemático francés, cuyo "Cours d’analyse" (Curso de Análisis) fue durante mucho tiempo un texto de referencia en la materia gracias a su rigor y claridad. También realizó aportaciones significativas en el campo del estudio de los politopos de más de tres dimensiones.

## Semblanza
Édouard Goursat nació en 1858 en Lanzac, en el departamento de Lot. Fue egresado de la Escuela Normal Superior de París, donde posteriormente impartió y desarrolló sus Cours. En ese momento, los fundamentos del análisis complejo en topología aún no estaban aclarados, y el teorema de la curva de Jordan se consideraba un desafío para el rigor de las matemáticas (como lo seguiría siendo hasta que Luitzen Egbertus Jan Brouwer tomara en sus manos el enfoque de la topología combinatoria). El trabajo de Goursat fue considerado por sus contemporáneos, incluido Godfrey Harold Hardy, ejemplar a la hora de afrontar las dificultades inherentes a la formulación adecuada del fundamental teorema integral de Cauchy. Por esa razón a veces se le llama teorema de Cauchy-Goursat.
Falleció en París en 1936, a los 78 años de edad.

## Trabajo
Goursat, junto con Möbius, Ludwig Schläfli, Cayley, Riemann, Clifford y otros, fue uno de los matemáticos del siglo XIX que imaginó y exploró la geometría de más de tres dimensiones.
Fue el primero en enumerar los grupos finitos generados por reflexiones en el espacio de cuatro dimensiones, en 1889. Los tetraedros de Goursat son los dominios fundamentales que generan, mediante reflexiones repetidas de sus caras, poliedros uniformes y sus panales que llenan el espacio tridimensional. Goursat también descubrió que los panales son politopos euclídeos de cuatro dimensiones.
Derivó una fórmula para el desplazamiento general en cuatro dimensiones preservando el origen, que identificó como una doble rotación en dos planos ortogonales.
Goursat fue el primero en notar que el teorema de Stokes generalizado se puede escribir en forma simple
{\displaystyle \int _{S}\omega =\int _{T}d\omega }
donde {\displaystyle \omega } es una forma p en el espacio n y S es el límite dimensional p de la región (p + 1)-dimensional T. También usó las formas diferenciales para enunciar el lema de Poincaré y su inverso, es decir, que si {\displaystyle \omega } es una p-forma, entonces {\displaystyle d\omega =0} si y solo si hay una (p − 1)-forma {\displaystyle \eta } con {\displaystyle d\eta =\omega }. Sin embargo, Goursat no se dio cuenta de que la parte "sólo si" del resultado depende del dominio de {\displaystyle \omega } y no es cierta en general. El propio Élie Cartan dio en 1922 un contraejemplo, que proporcionó uno de los impulsos en la siguiente década para el desarrollo de la cohomología de De Rham de una variedad diferenciable.
Como docente, es recordado principalmente por ser el autor de los Cours d'analyse mathématique, que aparecieron en la primera década del siglo veinte. Esta obra estableció un estándar para la enseñanza de alto nivel del análisis matemático, especialmente del análisis complejo. El texto fue revisado por William Fogg Osgood para el Boletín de la American Mathematical Society, y posteriormente fue traducido al inglés por Earle Raymond Hedrick, siendo publicado por Ginn and Company. Goursat también publicó textos sobre ecuaciones en derivadas parciales y funciones hipergeométricas.

## Publicaciones
- Un curso de análisis matemático Vol I Traducido por O. Dunkel y E. R. Hedrick (Ginn and Company, 1904)
- Un curso de análisis matemático Vol II, parte I Traducido por O. Dunkel y E. R. Hedrick (Ginn and Company, 1916) (Análisis complejo)
- Differentalequat033197mbp Un curso de análisis matemático Vol II Parte II Traducido por O. Dunkel y E. R. Hedrick (Ginn and Company, 1917) (Ecuaciones diferenciales)
- Leçons sur l'intégration des équations aux dérivées partielles du premier ordre (Hermann, París, 1891)[7]
- Leçons sur l'intégration des équations aux dérivées partielles du second ordre, à deux variables indépendantes Tome 1 (Hermann, París 1896–1898) (Enlace roto:diciembre de 2017)[7]
- Leçons sur l'intégration des équations aux dérivées partielles du second ordre, à deux variables indépendantes Tome 2 (Hermann, París 1896–1898) (Enlace roto:diciembre de 2017)[7]
- Leçons sur les séries hypergéométriques et sur quelques fonctions qui s'y rattagent (Hermann, París, 1936–1939) (Enlace roto:diciembre de 2017)[8]
- Le problème de Bäcklund (Gauthier-Villars, París, 1925) (Enlace roto:diciembre de 2017)
- Leçons sur le problème de Pfaff (Hermann, París, 1922) (Enlace roto:diciembre de 2017)[9]
- Théorie des fonctions algébriques et de leurs intégrales: étude des fonctions analytiques sur une Surface de Riemann con Paul Émile Appell (Gauthier-Villars, París, 1895) (Enlace roto:diciembre de 2017)[10]
- Théorie des fonctions algébriques d'une variable et des trascendentantes qui s'y rattachent Tome II, Fonctions automorphes con Paul Appell (Gauthier-Villars, 1930) (Enlace roto:diciembre de 2017)

## Reconocimientos
- Goursat recibió muchos honores por sus destacadas contribuciones, como el Gran Premio de Ciencias Matemáticas en 1886, el Premio Poncelet en 1889 y el Premio Petit d'Ormoy en 1891.
- Fue elegido miembro de la Academia de Ciencias de París en 1919, y fue elegido presidente de la Sociedad Matemática Francesa (Société Mathématique de France) en 1895.[1]
- Así mismo, fue nombrado caballero de la Legión de Honor en 1895, oficial en 1923 y comendador en 1931.[11]